# كورت يونغ
كورت يونغ (بالإنجليزية: Curt Young)‏ هو لاعب كرة قاعدة أمريكي، ولد في 16 أبريل 1960 في ساغيناو في الولايات المتحدة.

## وصلات خارجية
- كورت يونغ على موقع دوري كرة القاعدة الرئيسي (الإنجليزية)
- كورت يونغ على موقعبيزبول رفرنس.كوم (الدوري الرئيسي) (الإنجليزية)
- كورت يونغ على موقعبيزبول رفرنس.كوم (الدوري الثانوي) (الإنجليزية)
- كورت يونغ على موقع إي إس بي إن.كوم (أم.أل.بي) (الإنجليزية)
- كورت يونغ على موقع مشجعي الرسوم البيانية (الإنجليزية)